# Rosa Sabater i Parera
Rosa Sabater i Parera (Barcelona, 29 d'agost de 1927 - Madrid, 27 de novembre de 1983) fou una pianista i pedagoga catalana de renom internacional, una de les figures més rellevants de l'escola pianística catalana de la postguerra. Amb un repertori molt ampli interpretat, es va especialitzar en música espanyola del nacionalisme d'Isaac Albéniz, Enric Granados o Manuel de Falla i d'autors contemporanis com Xavier Montsalvatge i Frederic Mompou, també d'autors impressionistes. Creu de Sant Jordi de la Generalitat de Catalunya (1983).

## Biografia
Rosa Sabater havia conegut la música des de molt petita, atès que era filla del director d'orquestra Josep Sabater i Sust, titular del Gran Teatre del Liceu, i de la professora de cant Margarida Parera i Fulquet. Igual que Alícia de Larrocha, a part del seu pare, el seu únic mestre fou Frank Marshall, deixeble d'Enric Granados a l'Acadèmia Frank Marshall – Granados.
El 1942 es presentà per primera vegada en públic al Palau de la Música Catalana de Barcelona, on va interpretar un concert de Mozart, dirigida pel director alemany Hugo Balzer i acompanyada per l'Orquestra Ibèrica de Concerts. Poc després va actuar a Madrid per les Joventuts Musicals i va tocar Carnaval de Schumann. A partir d'aquest moment actuà a Alemanya, Suïssa, Itàlia, Anglaterra, Portugal i fou dirigida per directors de fama internacional com Kubelík, Devos, Jochum, García Asensio, Frühbeck de Burgos o Ros Marbà. Herència directa del seu mestre, Rosa Sabater interpretava amb refinament i delicada cura les composicions dels autors espanyols, els quals formaven el gruix del seu repertori.
El seu repertori incloïa també obres de Mozart, Beethoven, Bach, Schumann, Chopin, Debussy i Ravel. Concertista internacional, la seva elegància (musical i personal) ha ajudat a portar la música dels nostres compositors a les sales més prestigioses del món. Acurada tècnica, rigor històric i versatilitat d'expressió eren algunes de les lloances que més sovint es llegeixen sobre ella. La seva cultura i formació sobrepassava els límits musicals i feia d'ella una conversadora interessant i aguda. Va col·laborar en infinitat de concerts-conferències amb el crític musical Antonio Fernández-Cid. Arran del seu matrimoni va deslligar-se de la vida concertística durant una època, a la qual va tornar uns anys després. El 1960 va ser una de les pianistes que va participar en la commemoració del centenari del naixement d'Isaac Albéniz i el cinquantenari de la mort d'Enric Granados. També des de la càtedra de virtuosisme que va aconseguir el 1976 a la «Staatliche Hochschule für Musik» de Friburg de Brisgòvia (Alemanya) va fer una important tasca de divulgació de la música espanyola. A més de la triada Falla-Granados-Albéniz, va donar a conèixer autors més contemporanis com Mompou o Montsalvatge. Prova del seu interès per la música catalana contemporània és el disc que va enregistrar per la UNESCO el 1981, juntament amb Montserrat Caballé, «Le lied catalan du XX siècle».
Va ser dirigida per directors catalans de renom com Josep Sabater, Joan Pich i Santasusana, Joan Manén, Joan Lamote de Grignon, Eduard Toldrà, R. P. Robert de la Riba, Rafael Ferrer, Gabriel Rodó, Lluís Millet, Antoni Ros-Marbà i Ernest Xancó. I dirigida per directors espanyols com José Ma. Franco, Jesús Arámbarri, Santiago Sabina, Agustín Alamán, José Manuel Izquierdo, Honorio Timoneda, Ataúlfo Argenta, Rafael Frübeck de Burgos, Enrique García Asensio, Armando Alfonso, Luís Izquierdo, Odón Alonso, Benito Lauret, Pedro Pírfano Zambrano, i José Luís García Asensio. Dirigida per directors internacionals com Simon Rattel, Hugo Balzer, Conrad Bernhard, Napoleone Annovazzi, Jaques Bodmer, Louis de Froment, Jasha Horenstein, Pierino Gamba, Rafael Kubelik, Heidi Salquin, Karl Rucht, Eugen Jochum, Niels Grön, Gerard Devos, Vaclav Smetacek, Jouzas Domarkas, Zdenek Dejmek, Zdenek Kosler, Bernard Klee, i Heinz Fricke.
Va col·laborar amb músics com Conxita Badia, Montserrat Caballé, Carme Bustamante, Alícia de Larrocha, Joan Torra, Jaime Padrós, Carmelo Bernaola, Enrique Santiago, Emilio Navidad, Marçal Cervera, Lluís Claret, Radu Aldulescu, Reine Flachot, Pedro Corostola i Ernets Xancó, Gonçal Comellas, Agustín León Ara, Montserrat Cervera, Xavier Turull, Jan Poda i Agustín Palomares.
Fou professora de piano i de música de cambra dels cursos internacionals de Santiago de Compostel·la juntament amb personalitats rellevants com Frederic Mompou, Andrés Segovia, Enric Ribó o Gaspar Cassadó durant els anys 1967-1983. També impartí classes en els Cursos Internacionals Manuel de Falla de Granada (1976-1983). També al I Curs d'interpretació de Música de Cambra a Camprodon (1982) i al II Curs d'interpretació de Música de Cambra a l'Espluga de Francolí (1983).
El 1983 li va ser entregada la Creu de Sant Jordi de la Generalitat de Catalunya. La seva mort en accident aeri quan anava a fer uns concerts a Colòmbia va trasbalsar el món cultural barceloní, però els enregistraments que ens han arribat demostren la indiscutible qualitat pianística de Rosa Sabater.
El seu darrer concert al Palau de la Música de Barcelona fou el 7 d'octubre de 1983, amb el concert número 3 de Beethoven, sota la direcció del mestre Heinz Fricke. Quan es dirigia a Colòmbia per a una gira, un desgraciat accident a l'aeroport de Madrid ocorregut el 27 de novembre del mateix any li arrabassà la vida. Les restes s'enterraren al Cementiri de Mataró.